# Special Actors
Special Actors (スペシャルアクターズ?, Supesharuakutazu) è un film del 2019 diretto da Shin'ichirō Ueda.

## Trama
Kazuto Ōno è un talentuoso attore che si è tuttavia visto stroncare la carriera sul nascere dalla propria ansia da prestazione; suo fratello gli propone allora di entrare nella Special Actors, una società che offre un servizio particolare: interpretare ruoli prestabiliti secondo le richieste del cliente.